# Eurokai集团
Eurokai两合股份公司（德語：Eurokai KGaA）是1865年成立的Eckelmann家族企业的一部分，是一家在汉堡证券交易所上市的大型私营企业。1999年，Eurokai与具有国有企业性质的BLG物流集团合作成立了集装箱码头物流集团Eurogate，业务范围不仅覆盖德国汉堡港、不来梅哈芬港，还通过姊妹企业Contship Italia延伸至大西洋及地中海主要港口。

## 历史
在Eckelmann家族企业一百多年发展史中，港口始终是其业务的中心。随着国际运输的集装箱化，从1961年开始，Kurt Eckelmann着手建设德国唯一的一个私营集装箱码头。上世纪80年代中期，其子Thomas Eckelmann接手集装箱码头业务后的目标是将该公司发展成欧洲最大的私营集装箱码头运营商。1987至1988年，通过兼并另外两家码头公司Eurokai的规模迅速扩大。1996年购买英国石油（BP）的土地和填埋Griesenwerder港池后，码头的面积进一步扩大。
截至2002年，Eurokai/Eurogate汉堡集装箱码头面积为110万平方米，码头长2100米，拥有7个深水泊位，吞吐能力为200万标准箱。
1997年1月15日，汉堡市将Eurokai总部所在的Griesenwerder Damm街更名为Kurt Eckelmann街，以示对已故的Kurt Eckelmann在汉堡集装箱码头发展中所作的杰出贡献的表彰。